# 125P/太空監視
125P/太空監視（125P/Spacewatch）是一顆木星族週期彗星。1991年9月8日，湯姆·赫雷爾斯使用基特峰國家天文台的0.91公尺太空監視望遠鏡發現彗星。125P/太空監視是第一顆使用CCD發現的彗星，也是迄今為止發現的最暗的彗星。
125P/太空監視彗星核心直徑1.6公里。

## 觀測歷史
1991年9月8日，湯姆·赫雷爾斯透過基特峰國家天文台 0.91 公尺太空監視望遠鏡拍攝的照片發現了這顆彗星，它本質上是一個恆星物體，視星等為21等，彗尾長度超過5角分。布萊恩·馬斯登計算出了一條拋物線軌道和一條橢圓軌道，橢圓軌道的軌道周期為5.58年，近日點為1990年12月18日。

## 外部連結
- 125P/太空監視 at the JPL Small-Body Database
  - Close approach · Discovery · Ephemeris · Orbit diagram · Orbital elements · Physical parameters

- 125P/Spacewatch @ Minor Planet Center.

| 週期彗星                | 週期彗星      | 週期彗星             |
| ----------------------- | ------------- | -------------------- |
| 前一顆彗星 姆爾科斯彗星 | 125P/太空監視 | 後一顆彗星 126P/IRAS |
| 週期彗星列表            |               |                      |